# Ngati Kahungunu

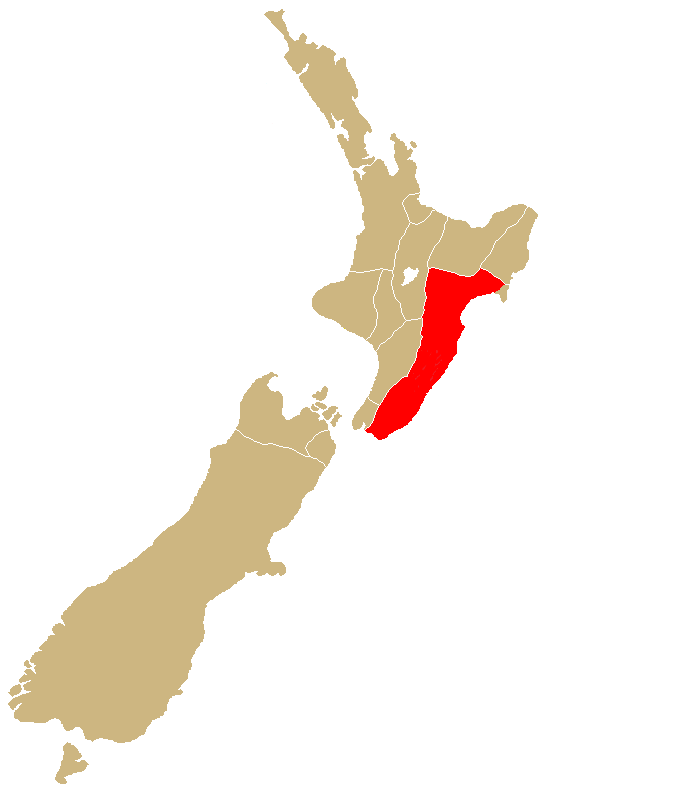
Les terres ancestrales Ngati Kahungunu (en rouge), en Nouvelle-Zélande.

Ngati Kahungunu (ou Ngāti Kahungunu) est une tribu (iwi) maorie dont les terres se trouvent sur la côte est de l'île du Nord de Nouvelle-Zélande. Elles recouvrent la région de Hawke's Bay, le district de Tararua et la région du Wairarapa.

## Histoire

### Géographie historique
Les terres des Ngati Kahungunu sont riches en rivières, en lacs et en ports naturels, ainsi qu'en terres fertiles pour l'agriculture. Elles contiennent également des montagnes, auxquelles sont associées des légendes tribales - dont le Maungaharuru, le Te Mata et le Whakapunake, ce dernier étant associé au héros mythologique Maui. Parmi les principaux pa (villages fortifiés) se trouvaient ceux d'Otatara, de Heipipi et de Te Pakake (tous trois près de l'actuelle ville de Napier).

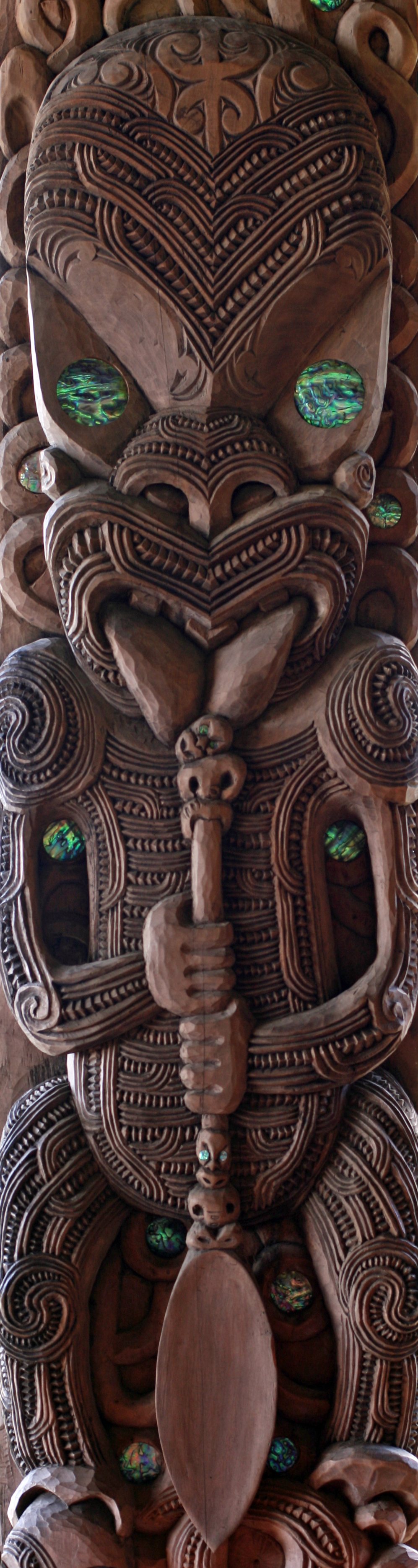
Kahungunu, considéré comme l'ancêtre fondateur de la tribu, représenté ici comme navigateur avec une pagaie.

### Origines
D'après l'histoire orale des tribus de la région, les ancêtres polynésiens des Ngati Kahungunu seraient arrivés en Nouvelle-Zélande sur la pirogue (waka) appelée Takitimu, emmenés par le chef Tamatea Arikinui. Une partie de ces colons polynésiens s'installent dans la région de Tauranga, les autres poursuivant leur voyage vers le sud. À terme, la pirogue remonte le fleuve Wairoa, et d'autres colons s'y installent, devenant les ancêtres des Ngai Tahu. D'autres s'installent dans le Wairarapa, avant que la pirogue ne continue vers l'île du Sud. Kahungunu serait l'arrière petit-fils de Tamatea Arikinui. Né au pa de Tinotino, il grandit dans le Tauranga. Il est réputé charismatique et énergique, supervisant la construction de nouveaux villages, et lançant un projet infructueux d'un canal navigable vers l'intérieur des terres. Il entreprend ensuite un long voyage vers le sud, épousant successivement huit femmes lors de son périple, et engendrant dix-neuf enfants. La cour qu'il mène à la belle Rongomaiwahine, sa huitième épouse, est commémorée dans les récits oraux et les chants. Bien plus tard, il épouse une neuvième femme, Pou Wharekura, dont il aura une fille. Kahungunu est considéré comme l'ancêtre fondateur de la tribu qui porte son nom.

### XIXesiècle

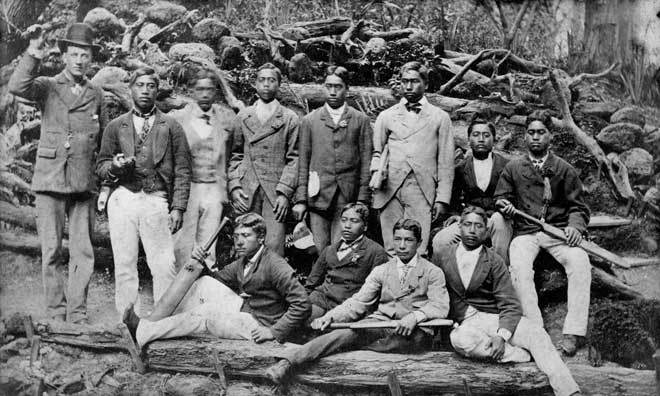
Étudiants au Te Aute College en 1880.

L'arrivée de commerçants pakeha (européens) au début du XIXe siècle engendre les guerres des mousquets entre tribus maories, certaines achetant des armes à feu pour conquérir les terres de tribus voisines. Vers 1822, les Ngati Kahungunu sont attaqués par les tribus Ngapuhi, Hauraki, Waikato, Te Whakatohea et Tuhoe, toutes armées de mousquets. Les assauts reprennent en 1830, de la part des Waikato, Ngati Raukawa, Ngati Tuwharetoa et Ngati Maniapoto. Une partie importante de la population Ngati Kahungunu se réfugie sur la péninsule de Māhia.
Dans les années 1830, alors que les Ngati Kahungunu se rétablissent progressivement sur l'ensemble de leurs terres ancestrales, ils accueillent l'implantation de ports pour navires baleiniers européens. La tribu, comme d'autres, se lance dans la production agricole tournée vers la vente aux navires étrangers. Elle développe des relations commerciales fructueuses avec les Pakeha, produisant et leur vendant à terme du blé, des fruits et légumes, du porc et des pommes de terre. En 1840, Matenga Tukareaho et plusieurs autres chefs Ngati Kahungunu signent le traité de Waitangi, cédant leur souveraineté à la Couronne britannique en échange de la reconnaissance de la propriété de leurs terres et de l'obtention de la citoyenneté britannique. Au cours des deux décennies qui suivent, la tribu vend toutefois la majeure partie de ses terres à la Couronne.
En 1857, c'est sur les terres des Ngati Kaungunu, et avec leur permission, qu'est établie l'école Te Aute, pour l'éducation de jeunes Maoris. Elle produit au cours des décennies suivantes les hommes politiques maoris les plus influents de la fin du XIXe siècle et du début du XXe : James Carroll, Paraire Tomoana, Apirana Ngata, Te Rangi Hiroa et Maui Pomare.
Dans les années 1890, la tribu Ngati Kahungunu accueille sur ses marae à Hastings, puis au pa de Papawai, le « Parlement maori » du mouvement Kotahitanga, mouvement éphémère qui vise à unifier politiquement les Maoris.

### XXeetXXIesiècles
En 1988 la tribu fonde l'organisme Ngati Kahungunu Iwi Incorporated, dont le rôle est d'assurer le développement social et économique de la tribu et de ses membres.
Dans les années 2010, Ngati Kahungunu compte quelque 62 000 membres, ce qui en fait le troisième plus grand iwi du pays, et possède et gère quatre-vingt-six marae.

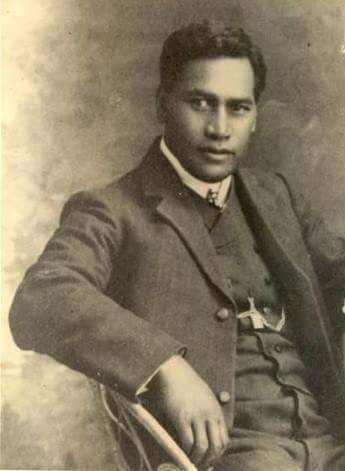
Paraire Tomoana, auteur notamment de la chanson d'amour Pokarekare Ana.

## Membres célèbres
Parmi les membres de la tribu ayant atteint une renommée nationale ou internationale, on compte :
- Tamatea, explorateur semi-légendaire et père de Kahungunu ;
- Karaitiana Takamoana (mort en 1879), homme politique ;
- Henare Tomoana (1820-1904), homme politique ;
- Sir James Carroll (1857-1926), homme politique, ministre des Affaires indigènes au début du XXe siècle ;
- Paraire Tomoana (1874-1946), auteur-compositeur ;
- Rangi Ruru Wananga Karaitiana (1909-1970), auteur compositeur et musicien ;
- Parekura Horomia (1950-2013), homme politique, ministre des Affaires maories au début du XXIe siècle ;
- Wai Quayle (1950-), évêque anglicane ;
- Pita Sharples (né en 1941), homme politique, ministre des Affaires maories au début du XXIe siècle ;
- Sir Jerry Mateparae (né en 1954), chef de la New Zealand Defence Force de 2006 à 2011, gouverneur général de Nouvelle-Zélande de 2011 à 2016 puis haut-commissaire (ambassadeur) de la Nouvelle-Zélande au Royaume-Uni.